# Vasili Aleksandrovitsj Archipov

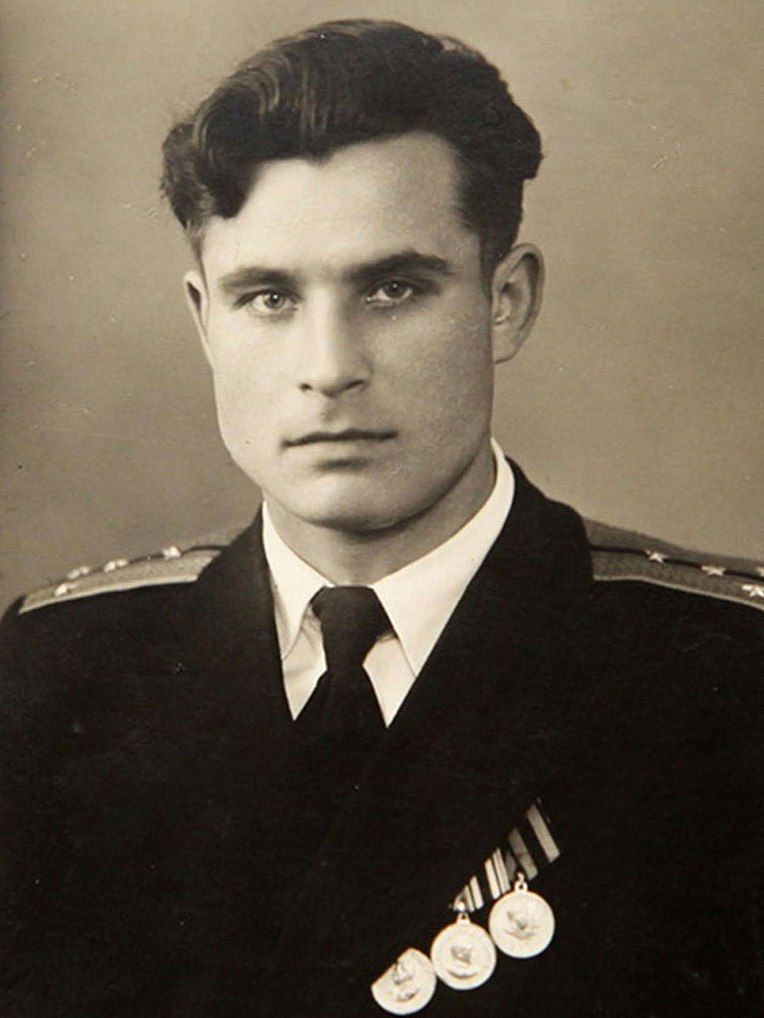
Vasili Archipov

Vasili Aleksandrovitsj Archipov (Russisch: Василий Александрович Архипов) (Staraja Koepavna, oblast Moskou, 30 januari 1926 – Zjeleznodorozjny, 19 augustus 1998) was een hoge officier in de Sovjet-marine. 
Tijdens de Cubacrisis in 1962 verhinderde hij door onder enorme druk zijn kalmte te bewaren de waarschijnlijke lancering van een of meer nucleaire torpedo's. Hiermee is waarschijnlijk een nucleaire oorlog voorkomen.  

## Cubacrisis
Archipov bevond zich in 1962 gedurende de Cubacrisis op een onderzeeboot die de opdracht had de Amerikaanse blokkade van Cuba te doorbreken. Toen zijn schip door Amerikaanse dieptebommen naar de oppervlakte werd gedwongen, dachten zijn collega hoge officieren op de onderzeeboot dat de oorlog tussen de Sovjets en de Amerikanen inmiddels was uitgebroken. Twee van de drie gezagvoerende officieren pleitten daarom voor de inzet van nucleaire torpedo's tegen de Amerikaanse oorlogsschepen om zich uit deze bijzonder netelige situatie te redden.  
Als Archipov met hun visie had ingestemd, had zijn onderzeeboot dus nucleaire torpedo's op Amerikaanse schepen afgevuurd. De gevolgen zouden niet te overzien geweest zijn. Archipov hield echter zijn hoofd koel en gaf geen toestemming voor dit plan. Daardoor ontbrak de noodzakelijke unanimiteit om kernwapens in te kunnen zetten. In plaats daarvan kwam de onderzeeboot naar de oppervlakte van de zee. De blokkade werd niet doorbroken en korte tijd later ontspande de situatie zich.  
Door deze actie voorkwam hij met enige waarschijnlijkheid een kernoorlog. Hetzelfde gold ook voor Stanislav Petrov, een andere Russische officier, tijdens de NAVO-oefening Able Archer 83 in 1983. 
Thomas Blanton (de toenmalig directeur van het National Security Archive) zei in 2002 ter gelegenheid van het feit dat de Cuba-crisis zich toen veertig jaar eerder had voorgedaan dat "een man met de naam Vasili Archipov de wereld heeft gered".

## Voetnoten
1. 1 2  Marion Lloyd, zie hier, 13 oktober 2002, Boston Globe, Soviets Close to Using A-Bomb in 1962 Crisis, Forum is Told, blz A20